# Parc national Pripychminskié Bory
Le parc national Pripychminskié Bory (en russe : Припышминские Боры) est un parc national russe créé en 1993, et couvrant une superficie de 490 km2. La forêt de Pripychminskié est située au sud-ouest de la plaine de Sibérie occidentale. Le parc protège un complexe de forêts de pins et de bouleaux. Environ 10 % de la superficie est constituée de marais, d'étangs, de champs et de pâturages non boisés. Le parc est situé dans l'oblast de Sverdlovsk, à 150 km à l'est de la ville de Iekaterinbourg et 110 km à l'ouest de Tioumen. L'itinéraire du chemin de fer Transsibérien passe par les deux tronçons du parc .

## Topographie
Le parc national de Pripychminskié Bory est divisé en deux sections. La section de Talitsa, qui est sur la rive droite de la rivière Pychma, est juste au sud et à l'est de la ville de Talitsa. C'est une forêt relativement plate de pins, d'épicéas et de mélèzes. La deuxième section, celle de Tougoulym, est située à 32 km au nord-est, dans le raïon de Tougoulym. Elle est formée de marécages et de zones humides plus étendues dans les plaines inondables de la rivière Pychma, avec une forêt de mélèzes, de sapins et de cèdres. Une grande partie de cette section est marécageuse, avec un sol sablonneux plus élevé couvert d'une forêt de pins.

## Tourisme
Le parc est à la fois une zone de protection stricte de la nature, de tourisme culturel (dont plusieurs éco-sentiers) et de loisirs (comme la cueillette de baies, la cueillette de champignons). Il y a des sentiers de randonnée aménagés et des campings sont disponibles avec des emplacements de tentes et des cabanes. Le parc parraine également un musée de la nature et des bains .

## Voir également
- Liste des parcs nationaux de Russie